# Wolfgang Edenharder
Wolfgang Edenharder (* 10. April 1962 in Burglengenfeld) ist ein deutscher Sänger der volkstümlichen Musik.

## Leben
Wolfgang Edenharder lernte im Alter von acht Jahren Akkordeon und gründete 1977 mit Hubert Zaschka in Burglengenfeld das Original Naabtal Duo. Mit dem 1985 eingestiegenen Schlagzeuger Willi Seitz gewann das Original Naabtal Duo 1988 mit dem Lied Patrona Bavariae den Grand Prix der Volksmusik, welches in Folge mit über 25 Millionen Verkäufen (Stand 2017) zum bisher erfolgreichsten Lied der Volksmusikgeschichte wurde.
1993 folgte die Auflösung des Duos. 1994 bewarb sich Edenharder beim Grand Prix der Volksmusik und erreichte mit Die Welt voll Bananenschal'n bei der deutschen Vorentscheidung einen sechsten Platz. Beim Grand Prix der Volksmusik 1996 nahm er mit Immer wenn's ums Geld geht teil, erreichte jedoch ebenso nicht das Finale.  Edenharder nahm außerdem in dieser Zeit nach der Auflösung mit Wolfgang Edenharder & Seine Original Naabtaler von 1995 bis 1997 vier Alben auf.
Im Oktober 2003 kam es zur Wiedervereinigung des Naabtal Duos beim Herbstfest der Volksmusik und mit dem Album "Wir sind wieder da" feierten sie ihr Comeback.
Den Titelsong sowie weitere Titel komponierte und textete Wolfgang Edenharder selbst. Auch für diverse andere Interpreten ist er als Komponist und Texter tätig.

## Familie
Wolfgang Edenharder ist mit seiner Frau Johanna verheiratet. Sie haben zwei Kinder, Christian und Linda. Christian ist Sänger und Keyboarder in der   Party-Band Sternenfänger.

## Erfolgstitel
Siehe auch die Titel des Naabtal Duos beim entsprechenden Artikel
- Ich wär gern dein Herzblatt 1993
- Tausend Feuer 1998
- Rote Rosen werden blühen 1998
- Nichts ist für die Ewigkeit 1999
- Wenn ich in deine Augen seh 1999

## Diskografie

### Alben
- 1993: Mein Herzblatt
- 1995: Gönn dir doch mal was Gutes
- 1998: Alles wird gut
- 1999: Nichts ist für die Ewigkeit
- 2002: Was ist so schön an der Liebe